# Władysław Milczarek

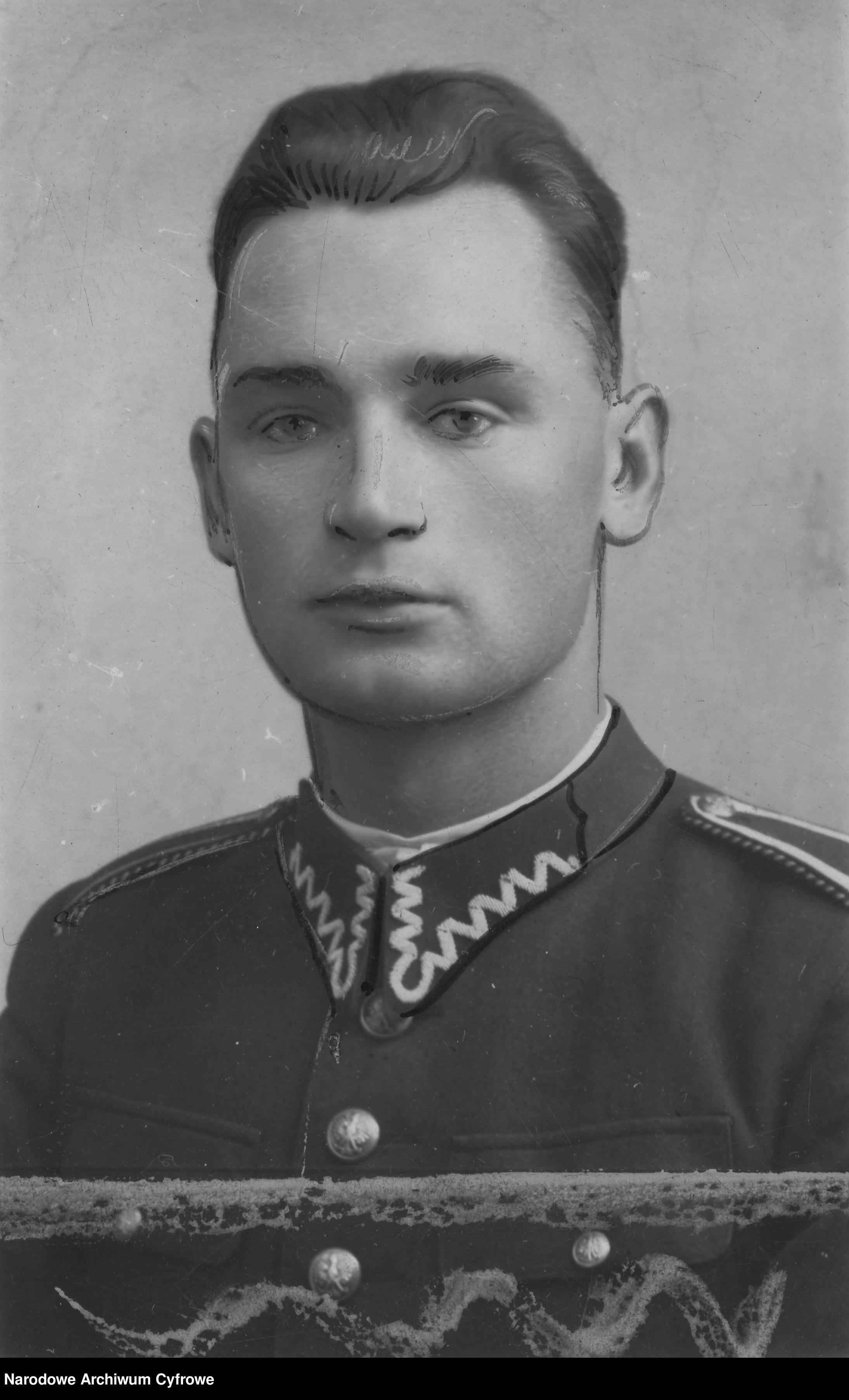
Władysław Milczarek (1938)

Władysław Milczarek (ur. 14 grudnia 1916 w Oleksinie k. Równego, zm. 18 września 1993 w Warszawie) – polski poeta i prozaik.

## Życiorys
Urodził się w rodzinie Adama i Stanisławy z domu Krzysztofiak. Uczęszczał do szkoły średniej w Równem, w 1934 r. zdał maturę. Debiutował jako poeta w 1934 r., wydając tomik Wieża Babel. W latach 1934–1935 współpracował z regionalnymi czasopismami na Wołyniu. W 1935–1936 odbywał służbę wojskową w szkole podchorążych w Równem, był członkiem redakcji tygodnika „Podchorąży”, w którym drukował artykuły publicystyczne. Wiersze publikował także na łamach pisma „Na Szerokim Świecie”. W latach 1937–1939 pracował w różnych zawodach i jednocześnie był działaczem Wołyńskiego Związku Młodzieży Wiejskiej. Należał do Wołyńskiego Towarzystwa Nauk, był członkiem grup literackich „Wołyńska Wieś” (1934–1936), a następnie „Wołyń”. Współredagował wołyńskie „Echo Kresowe” oraz jego dział literacki (1939). 
Brał udział w kampanii wrześniowej jako oficer w Korpusie Interwencyjnym, a potem w szeregach Armii „Prusy”, gdzie dowodził plutonem ciężkich karabinów maszynowych. Był jeńcem oflagów XI A  Osterode i II C Woldenberg. Był członkiem tajnej grupy poetyckiej „Zaułek”. Podczas pobytu w obozie studiował ekonomię w zorganizowanej tam warszawskiej Szkole Nauk Społecznych. 
Od 1945 r. przebywał w Warszawie. Do 1946 r. kontynuował studia ekonomiczne w Akademii Nauk Politycznych w Warszawie. W latach 1945–1949 był członkiem Związku Zawodowego Literatów Polskich, w latach 1959–1983 należał do Związku Literatów Polskich. 
Był redaktorem gazety „Rzeczpospolita” (1945–1950) oraz od 1951 r. redaktorem Polskiego Radia, do 1960 r. w redakcji audycji dla wsi, a następnie w Naczelnej Redakcji Programów Literackich w zespole powieści radiowej W Jezioranach. 
Był działaczem Związku Bojowników o Wolność i Demokrację (członek prezydium zarządu ZBoWiD przy Polskim Radiu i Telewizji; przewodniczący Komisji Historycznej ZBoWiD i redaktor wydawanej w zeszytach dla członków Związku „Księgi wspomnień”). W 1989 r. został członkiem Stowarzyszenia Pisarzy Polskich. 
Był mężem Marii Pankratówny (1919–2006). 
Zmarł w Warszawie, pochowany na cmentarzu Bródnowskim (sektor 73G-2-16). 

## Wybrana twórczość
- Pożegnanie sadu
- Boje Franka Kuriaty
- Z kraju czarnego chleba
- Królowa Matka
- Krasnegóry

## Ordery i odznaczenia
- Krzyż Kawalerski Orderu Odrodzenia Polski (1971)
- Krzyż Walecznych
- Srebrny Krzyż Zasługi (1954)[5]
- Medal Komisji Edukacji Narodowej (1976)
- Odznaka Grunwaldzka
- Odznaka „Zasłużony Działacz Kultury” (1975)

Źródło:.

## Nagrody
- I nagroda w konkursie poetyckim czasopisma „Strzelec” w Warszawie za wiersz pt. Szklane domy (1934)
- nagroda w konkursie Biura Podróży „Orbis” za opowiadanie (1934)
- I nagroda w konkursie publicystycznym ogłoszonym przez Ministerstwo Leśnictwa i główny komitet Dnia Lasu za cykl reportaży drukowanych na łamach „Rzeczpospolitej” oraz „Żołnierza Polskiego” (1949)
- Nagroda Komitetu do Spraw Radia i Telewizji za powieść radiową W Jezioranach (1964)
- nagroda zespołowa Złoty Mikrofon, przyznana przez tygodnik „Radio i Telewizja” za powieść radiową W Jezioranach (1969)
- Nagroda w konkursie Ludowej Spółdzielni Wydawniczej z okazji 30-lecia działalności oraz nagroda Związku Literatów Polskich za powieść Królowa Matka (1977)
- II nagroda w konkursie Pax za tom opowiadań Krasnegóry (1979)

Źródło:.